# Municipio de Richwoods (condado de Lonoke)
El municipio de Richwoods (en inglés: Richwoods Township) es un municipio ubicado en el condado de Lonoke en el estado estadounidense de Arkansas. En el año 2010 tenía una población de 193 habitantes y una densidad poblacional de 2,05 personas por km².

## Geografía
El municipio de Richwoods se encuentra ubicado en las coordenadas 34°42′17″N 91°55′50″O / 34.70472, -91.93056. Según la Oficina del Censo de los Estados Unidos, el municipio tiene una superficie total de 94.24 km², de la cual 82,22 km² corresponden a tierra firme y (12,76 %) 12,03 km² es agua.

## Demografía
Según el censo de 2010, había 193 personas residiendo en el municipio de Richwoods. La densidad de población era de 2,05 hab./km². De los 193 habitantes, el municipio de Richwoods estaba compuesto por el 85,49 % blancos, el 10,88 % eran afroamericanos, el 1,55 % eran amerindios, el 0,52 % eran asiáticos, el 1,04 % eran de otras razas y el 0,52 % eran de una mezcla de razas. Del total de la población el 9,84 % eran hispanos o latinos de cualquier raza.